# 3-2-1 Űrpingvinek!
A 3-2-1 Űrpingvinek! (3-2-1 Penguins!) egy 2000-ben készült, elsősorban keresztény célcsoportot megcélzó animációs sorozat, amelynek Jeff Parker, Phil Lollar és Nathan Carlson voltak az ötletgazdái. A sorozat írói között volt Phil Vischer és Mike Nawrocki is, akik korábban a Zöldségmesék című keresztény jellegű animációs sorozat készítői voltak. A műsort a Vischer és Nawrocki által alapított cég, a Big Idea Entertainment forgalmazta. 2006-ban televíziós sorozat lett belőle. 
A sorozat először 2000-ben jelent meg Amerikában, videókazettákon és VHS-en. Ez számít az eredeti produkciónak. 2003-ban abbahagyták a kazetták gyártását. A három éves időtartam alatt 7 rész készült.  
2006-ban az amerikai NBC csatorna feltámasztotta a sorozatot. A sorozat megőrizte eredeti történetét, de egy-két változás történt a cselekményben, például a főszereplő pingvinek már nem faxgépen kapják a feladataikat, hanem az admirális pingvin egy hangszórón keresztül utasítja a madarakat. Új szereplők jelentek meg, például Baron von Cavitus, aki a pingvinek visszatérő ellenségeként szolgál; Sol, egy tapasztalt űrlény-pincér, aki a "The Comet Lounge" klub vezetője, és gyakorlatilag a főszereplő testvérpár nagymamájának űrbeli változata. Szintén az új karakterek közé tartozik az "Admiral Strap" nevű admirális is, aki a pingvinek feletteseként szolgál, és csak a hangját lehet hallani. A szinkronszínészek közül is lecseréltek párat az újabb részekben. 2008-ban abbahagyták a sorozat gyártását is. 
A sorozat négy pingvinről szól, akik különböző érdekes küldetéseket hajtanak végre. A főszereplők közé tartozik még egy ikerpár is, valamint a nagymamájuk. A műsor vallásos jellegét az adja, hogy a testvérek minden epizód végén imádkoznak. Valamint az összes rész tartalmaz egy tanulságot is. Érdekesség, hogy a produkció cselekménye erősen hajaz a Madagaszkár pingvinjei rajzfilmsorozatra, ennek ellenére még sincs köztük hasonlóság. A sorozat 3 évadot élt meg 27 epizóddal. 22 vagy 30 perces egy epizód. Amerikában az NBC vetítette 2006. szeptember 9.-től 2008. november 13.-ig. Magyarországon 2008-ban mutatta be a Minimax. 2010 végén levették a műsorukról. Amerikában három DVD is készült a sorozatból.

## Szereplők
- Jason T. Conrad – A testvérpár fiú tagja. Mindig kíváncsi, és sokszor galibát okoz.
- Michelle Conrad – Jason nővére, aki öt perccel előbb született testvérénél. Ő sokkal racionálisabb, mint Jason, nem szereti magát belekeverni Jason dolgaiba. Michelle gyakran próbálja meg lebeszélni testvérét különféle dolgokról (például a kalandok legtöbbségéről),  kevés sikerrel.
- Zidgel – A pingvinek kapitánya. Nem az agyi kapacitásáról híres, viszont nagyon szereti a haját. Hajzselé nélkül egy lépést sem tesz, de probléma esetén jobb, ha nem számít rá az ember. Zidgel számít a műsor első számú komikumforrásának, ugyanis számtalan humoros dolgot mond.
- Midgel – A pingvinek pilótája. Ő kezeli a "Rockhopper" (szó szerint: Sziklaugró) nevű hajót, a madarak járművét. (A név utalás az ugyanilyen nevű pingvinfajra.)
- Fidgel – A pingvinek esze. Ő találta fel a zsugorító sugarat, amellyel Jason-t és Michelle-t belehúzzák a hajóba. Ezen kívül még számtalan dolgot feltalált, ezek a találmányok viszont mindig csak egy epizódban jelennek meg (kivéve a zsugorító sugarat).
- Kevin – A pingvinek számkivetettje. Kevin kívülálló karakternek számít. Ritkán beszél, és akkor is általában csak pár szót ejt. Nem nagyon szokott beleavatkozni a pingvinek dolgaiba. Társai nem nagyon foglalkoznak vele. Visszatérő poénnak számít, hogy a pingvinek mindig őt küldik ki legelsőnek a küldetéseik során, általában veszélybe sodorva önmagát.
- Cavitus báró (Baron von Cavitus) – Új szereplő, aki az eredeti, VHS-es részekben nem tűnt fel. Eredeti neve Bert Bertman. Ő egy hörcsög, és Fidgel osztálytársaként szolgált az akadémián. Ő találta fel a pingvinek zsugorító sugarának legfőbb összetevőjét. Valamikor gonosszá vált, és át akarja venni a világűr felett a hatalmat. Ezen kívül fő célja természetesen, hogy elpusztítsa a pingvineket (akik nem tudják, hogy az ősellenségük valójában egy régi osztálytárs). Visszatérő poénnak számít, hogy Cavitus két nem éppen eszes embere (vagy általában Cavitus maga) hátrahúzzák uruk páncélját, felfedve ezzel hörcsög kilétét, ezután pedig aranyosnak hívja urukat, aki erre mindig megsértődik. Szintén visszatérő elem, hogy az epizódok végén kijelenti, hogy utálja a pingvineket, illetve, hogy vissza fog térni bosszút állni. Különlegességként megemlítendő, hogy a pingvinek sosem tudták elkapni igazából a gonosz nagyurat (ennek ellenére tervei minden epizódban kudarcot vallottak), de a sorozat utolsó epizódjában végül le lett győzve egyszer s mindenkorra.
- Sol – Szintén új szereplő. Ő vezeti a világűrben található "Comet Lounge" nevezetű klubot. A pingvinek, Jason és Michelle mindig hozzá mennek tanácsért. Sol a gyerekek földi nagymamájának űrbeli változata, hiszen mindig kisegíti a hősöket, és jó tanácsokat ad nekik.
- Strap admirális (Admiral Strap) – A pingvinek felettese. Mindig csak a hangszóróból lehet hallani a hangját, nem tudni, hogy néz ki a karakter valójában. Ő adja a madaraknak a küldetéseket.
- Nagymama – A testvérpár nagymamája, aki a sorozat egyik főszereplőjének számít. Mindig jó tanácsokat ad unokáinak, akik meg is fogadják azokat. Nagymama legbecsesebb ajándéktárgya négy pingvin, és egy űrhajó. Nagymama azonban nem tudja, hogy ezek a pingvinek élnek, és különféle kalandokat élnek át a világűrben, unokái segítségével.

## Magyar változat
A szinkron a Minimax megbízásából a Re-Pro Video Stúdióban készült.
Magyar szöveg: Nagy Mónika-Zsuzsanna
Hangmérnök: Zsebényi Béla
Gyártásvezető: Habdák Gabriella
Szinkronrendező: Abed-Háti Forát
Felolvasó: Kárpáti Tibor
Magyar hangok:
- Bartucz Attila
- Bálint Sugárka — Michelle Conrad
- Berkes Bence
- Besenczi Árpád
- Kőszegi Ákos
- Rátonyi Hajnalka — Nagymama
- Seszták Szabolcs
- Versényi László